# Диксон, Хуан
Хуан Диксон (англ. Juan Dixon; родился 9 октября 1978 года, Балтимор, штат Мэриленд, США) — американский профессиональный баскетболист и тренер. Чемпион Национальной ассоциации студенческого спорта сезона 2001/2002 годов. Бронзовый призёр летней Универсиады в Пекине в составе национальной сборной США.

## Ранние годы
Хуан Диксон родился 9 октября 1978 года в городе Балтимор (штат Мэриленд), где посещал начальную школу Лейк-Клифтон, затем учился в соседнем городе в средней школе Калверт-Холл, в которой выступал за местную баскетбольную команду под руководством главного тренера Марка Аматуччи, набрав в её составе 1590 очков.
Его родители, Фил и Хуанита Диксон, были наркоманами, в результате употребления героина заболели СПИДом и умерли до достижения сыном семнадцатилетнего возраста. Воспитанием Хуана занимались его бабушка и дедушка, Роберта и Уорник Грейвз. Его родная тётя, Шейла Диксон, была мэром Балтимора, его сводный брат, Джермейн Диксон, играл на позиции атакующего защитника в студенческой команде Питтсбургского университета «Питтсбург Пантерс», а его троюродный брат Брэндон Драйвер играл в американский футбол на позиции корнербека в команде университета штата Калифорния в Сан-Хосе «Сан-Хосе Стэйт Спартанс».

## Студенческая карьера
В 2002 году закончил Мэрилендский университет в Колледж-Парке, где в течение четырёх лет играл за студенческую команду «Мэриленд Террапинс», в которой провёл успешную карьеру под руководством тренера, члена Зала славы баскетбола, Гэри Уильямса, набрав в итоге 2269 очков в 141-й игре (12,5 очка в среднем за игру) и сделав 599 подборов, 371 передачу, 333 перехвата и 26 блок-шотов. При Диксоне «Террапинс» один раз выигрывали регулярный чемпионат (2002) и ни разу турнир конференции Атлантического Побережья, а также все четыре года выходили в плей-офф студенческого чемпионата США (1999—2002).
В 2001 году «Мэриленд Террапинс» вышли в финал четырёх турнира NCAA (англ. Final Four), где в полуфинале, 31 марта, проиграли команде Шейна Баттье, Джейсона Уильямса и Криса Дюхона «Дьюк Блю Девилз», со счётом 84—95, в котором Хуан Диксон стал лучшим по результативности игроком своей команды, набрав 19 очков. В следующем году «Террапинс» стали чемпионами Национальной ассоциации студенческого спорта (NCAA), а Хуан Диксон был признан самым выдающимся игроком этого баскетбольного турнира. 24 марта «Водяные черепахи» вышли в финал четырёх турнира NCAA, где сначала в полуфинале, 30 марта, обыграли команду Ника Коллисона, Дрю Гудена и Кёрка Хайнрика «Канзас Джейхокс» со счётом 97—88, в котором Хуан стал лучшим по результативности игроком матча, набрав 33 очка, а затем в финальной игре, 1 апреля, обыграли команду Джареда Джеффриса «Индиана Хузерс» со счётом 64—52, где Диксон также стал лучшим по результативности игроком матча, набрав 18 очков.
На последнем курсе своей студенческой карьеры Хуан Диксон стал самым результативным игроком в истории баскетбольной команды «Мэриленд Террапинс», побив рекорд шестнадцатилетней давности Лена Байаса в 2149 баллов, набрав 29 очков в игре против «Висконсин Бэджерс», доведя по окончании студенческой карьеры свой личный счёт до 2269 очков. Ко всему прочему он является единственным игроком в истории NCAA, набравшим 2000 очков, сделавшим 300 перехватов и реализовавшим 200 трёхочковых бросков. Помимо этого он стал лидером «Водяных черепах» по количеству реализованных трёхочковых бросков (239) и по количеству выполненных попыток из-за дуги (615). Диксон находится на втором месте по количеству сделанных перехватов (333) и на третьем месте по проценту реализации штрафных бросков (85 %), к тому же он является лидером своей команды по количеству забитых очков в плей-офф NCAA, набрав за четыре года на турнире 294 очка.
Кроме того Хуан Диксон три года подряд включался в первую сборную всех звёзд конференции Атлантического Побережья (2000—2002), а также один раз — в 1-ю всеамериканскую сборную NCAA. В сезоне 2001/2002 годов Диксон был признан не только баскетболистом, но и спортсменом года конференции Atlantic Coast (ACC), а также стал лауреатом приза имени Чипа Хилтона и был признан выпускником года. В 2002 году к пятидесятилетнему юбилею конференции Атлантического Побережья Хуан был включён в символическую сборную, в которую вошли пятьдесят величайших игроков за всю историю ACC. Свитер с номером 3, под которым Диксон выступал за «Мэриленд Террапинс», был изъят из обращения и вывешен под сводами «Иксфинити-центра», баскетбольной площадки, на которой «Водяные черепахи» проводят свои домашние матчи.
В 2001 году Хуан Диксон стал в составе сборной США бронзовым призёром летней Универсиады в Пекине.

## Профессиональная карьера
Играл на позиции атакующего защитника и разыгрывающего защитника. 26 июня 2002 года был выбран в первом раунде на драфте НБА под общим 17-м номером командой «Вашингтон Уизардс», где провёл первые три сезона своей профессиональной карьеры, в течение которых набрал 1702 очка за 226 игр (в среднем 7,5 за игру). В сезоне 2004/2005 годов «Уизардс» вышли в плей-офф с пятого места в Восточной конференции, дойдя до полуфинала конференции, в котором по всем статьям, со счётом 0—4 в серии, проиграли клубу «Майами Хит». 2 мая 2005 года в первом раунде плей-офф, в четвёртой игре против «Чикаго Буллз», Хуан установил свой рекорд результативности в НБА, набрав 35 очков. В межсезонье, 4 августа 2005 года, Хуан Диксон в качестве свободного агента заключил договор с клубом «Портленд Трэйл Блэйзерс», в составе которого отыграл два неполных сезона, а сезон 2005/2006 годов стал лучшим в его спортивной карьере, в котором он набрал 935 очков за 76 игр (в среднем 12,3 за игру).
22 февраля 2007 года руководство «Трэйл Блэйзерс» обменяло Диксона на Фреда Джонса в команду «Торонто Рэпторс», в составе которой Диксон во второй раз вышел в плей-офф турнира, где уже в первом раунде, со счётом 2—4 в серии, «Хищники» проиграли клубу «Нью-Джерси Нетс». В середине следующего сезона, 21 февраля 2008 года, Диксон был обменян на Приможа Брезеца в команду «Детройт Пистонс», в составе которой провёл всего семнадцать игр. В межсезонье, 23 сентября 2008 года, в качестве свободного агента подписал ветеранский минимум, однолетний контракт на сумму в один миллион долларов, с командой «Вашингтон Уизардс», в которой провёл свой последний сезон в НБА. За свою карьеру в НБА провёл 436 игр, в которых набрал 3678 очков (в среднем 8,4 за игру), сделал 816 подборов, 775 передач, 341 перехват и 34 блок-шота.
После завершения профессиональной карьеры в НБА Хуан Диксон переехал в Европу, где 1 ноября 2009 года подписал контракт с греческим клубом «Арис». В следующем сезоне он перешёл в испанскую «Уникаху», договор с которой был временно приостановлен ФИБА в феврале 2010 года на неопределённое время после того, как его тест на стероиды дал положительный результат. В марте 2011 года заключил соглашение с турецкой командой «Банвит», в которой завершил свою профессиональную карьеру.

## Тренерская карьера
27 ноября 2013 года Хуан Диксон вошёл в тренерский штаб студенческой команды «Мэриленд Террапинс» в качестве специального помощника Марка Тарджона.

## Статистика

### Статистика в НБА
| Сезон                                                                                    | Команда   | Регулярный сезон | Регулярный сезон | Регулярный сезон | Регулярный сезон | Регулярный сезон | Регулярный сезон | Регулярный сезон | Регулярный сезон | Регулярный сезон | Регулярный сезон | Регулярный сезон | Серия плей-офф | Серия плей-офф | Серия плей-офф | Серия плей-офф | Серия плей-офф | Серия плей-офф | Серия плей-офф | Серия плей-офф | Серия плей-офф | Серия плей-офф | Серия плей-офф |
| Сезон                                                                                    | Команда   | GP               | GS               | MPG              | FG%              | 3P%              | FT%              | RPG              | APG              | SPG              | BPG              | PPG              | GP             | GS             | MPG            | FG%            | 3P%            | FT%            | RPG            | APG            | SPG            | BPG            | PPG            |
| ---------------------------------------------------------------------------------------- | --------- | ---------------- | ---------------- | ---------------- | ---------------- | ---------------- | ---------------- | ---------------- | ---------------- | ---------------- | ---------------- | ---------------- | -------------- | -------------- | -------------- | -------------- | -------------- | -------------- | -------------- | -------------- | -------------- | -------------- | -------------- |
| 2002/03                                                                                  | Вашингтон | 42               | 3                | 15,4             | 38,4             | 29,8             | 80,4             | 1,7              | 1,0              | 0,6              | 0,1              | 6,4              | Не участвовал  | Не участвовал  | Не участвовал  | Не участвовал  | Не участвовал  | Не участвовал  | Не участвовал  | Не участвовал  | Не участвовал  | Не участвовал  | Не участвовал  |
| 2003/04                                                                                  | Вашингтон | 71               | 16               | 20,8             | 38,8             | 29,8             | 79,9             | 2,1              | 1,9              | 1,2              | 0,1              | 9,4              | Не участвовал  | Не участвовал  | Не участвовал  | Не участвовал  | Не участвовал  | Не участвовал  | Не участвовал  | Не участвовал  | Не участвовал  | Не участвовал  | Не участвовал  |
| 2004/05                                                                                  | Вашингтон | 63               | 4                | 16,7             | 41,6             | 32,7             | 89,7             | 1,9              | 1,8              | 0,7              | 0,1              | 8,0              | 10             | 0              | 22,0           | 40,6           | 32,4           | 84,0           | 2,6            | 1,3            | 0,7            | 0,0            | 11,4           |
| 2005/06                                                                                  | Портленд  | 76               | 42               | 25,3             | 43,5             | 38,2             | 80,4             | 2,3              | 2,0              | 0,8              | 0,1              | 12,3             | Не участвовал  | Не участвовал  | Не участвовал  | Не участвовал  | Не участвовал  | Не участвовал  | Не участвовал  | Не участвовал  | Не участвовал  | Не участвовал  | Не участвовал  |
| 2006/07                                                                                  | Портленд  | 55               | 1                | 22,6             | 42,6             | 36,4             | 83,3             | 1,5              | 1,5              | 0,9              | 0,1              | 8,9              | Не участвовал  | Не участвовал  | Не участвовал  | Не участвовал  | Не участвовал  | Не участвовал  | Не участвовал  | Не участвовал  | Не участвовал  | Не участвовал  | Не участвовал  |
| 2006/07                                                                                  | Торонто   | 26               | 5                | 26,3             | 42,5             | 32,5             | 93,2             | 2,8              | 1,6              | 1,0              | 0,1              | 11,1             | 6              | 0              | 10,5           | 38,1           | 25,0           | -              | 0,7            | 0,5            | 1,2            | 0,0            | 3,0            |
| 2007/08                                                                                  | Торонто   | 36               | 0                | 11,8             | 36,9             | 43,6             | 94,7             | 1,3              | 1,8              | 0,6              | 0,1              | 4,3              | Не участвовал  | Не участвовал  | Не участвовал  | Не участвовал  | Не участвовал  | Не участвовал  | Не участвовал  | Не участвовал  | Не участвовал  | Не участвовал  | Не участвовал  |
| 2007/08                                                                                  | Детройт   | 17               | 0                | 14,4             | 48,0             | 39,4             | 42,9             | 1,6              | 1,9              | 0,0              | 0,0              | 6,5              | 2              | 0              | 3,6            | 0,0            | -              | -              | 0,0            | 0,0            | 0,0            | 0,0            | 0,0            |
| 2008/09                                                                                  | Вашингтон | 50               | 6                | 16,3             | 39,5             | 33,3             | 87,2             | 1,3              | 2,4              | 0,7              | 0,1              | 5,2              | Не участвовал  | Не участвовал  | Не участвовал  | Не участвовал  | Не участвовал  | Не участвовал  | Не участвовал  | Не участвовал  | Не участвовал  | Не участвовал  | Не участвовал  |
|                                                                                          | Всего     | 436              | 77               | 19,5             | 41,3             | 34,1             | 83,3             | 1,9              | 1,8              | 0,8              | 0,1              | 8,4              | 18             | 0              | 16,1           | 39,5           | 31,0           | 84,0           | 1,7            | 0,9            | 0,8            | 0,0            | 7,3            |
| Наведите курсор мыши на аббревиатуры в заголовке таблицы, чтобы прочесть их расшифровку. |           |                  |                  |                  |                  |                  |                  |                  |                  |                  |                  |                  |                |                |                |                |                |                |                |                |                |                |                |